# Angela Burdett-Coutts, 1ª Baronesa Burdett-Coutts
Angela Georgina Burdett-Coutts, 1ª Baronesa Burdett-Coutts foi uma filantropa britânica que viveu de 21 de abril de 1814 a 30 de dezembro de 1906. Seus pais eram Sir Francis Burdett, 5º Baronete, e Sophia, anteriormente Coutts, filha do banqueiro Thomas Coutts. Depois que sua madrasta, Harriot Beauclerk, duquesa de St Albans, faleceu em 1837, ela herdou a propriedade de seu avô, que foi estimada em £ 1,8 milhão (equivalente a £ 210 milhões em 2023) e a tornou uma das mulheres mais ricas da Inglaterra. Com permissão real, ela combinou os sobrenomes do pai e do avô para se tornar Burdett-Coutts. Ela teria sido chamada de "depois de minha mãe, a mulher mais notável do reino" por Eduardo VII.

## Vida
Burdett-Coutts era amplamente conhecida como "a herdeira mais rica da Inglaterra". Ela era uma colecionadora de pinturas, incluindo Velhos Mestres. Entre as pinturas contemporâneas que ela comprou estava Cristo caminhando sobre o mar, de Robert Scott Lauder. O reverendo Richard Harris Barham, em uma balada (parte das Lendas de Ingoldsby) que escreveu sob o pseudônimo de "Thomas Ingoldsby" para a coroação da Rainha Vitória, referiu-se a ela como "Senhorita Anja-ly Coutts". Ela se tornou objeto de curiosidade pública, recebendo inúmeras ofertas de casamento. Ela herdou a casa de campo em Holly Lodge Estate em Highgate, que ficava nos arredores de Londres, onde era famosa por realizar recepções.
Burdett-Coutts passava parte de cada ano no Ehrenberg Hall em Torquay com sua ex-governanta e mais tarde companheira Hannah Brown, a quem era devotada. Quando Brown morreu em 1878, Burdett-Coutts escreveu a uma amiga que estava totalmente arrasada pela perda de "minha pobre querida, a companheira e o sol da minha vida por 52 anos". Ela era amiga de Charles Dickens e do duque de Wellington e propôs casamento ao duque, apesar da grande disparidade de idades.
Três anos depois, aos 67 anos, ela chocou a sociedade educada ao se casar com seu secretário de 29 anos, o americano William Lehman Ashmead Bartlett, que se tornou deputado por Westminster em 12 de fevereiro de 1881. Seu novo marido mudou o sobrenome para Burdett-Coutts. Por causa do nascimento americano de seu marido, uma cláusula no testamento de sua madrasta proibia seu herdeiro de se casar com um estrangeiro foi invocada e Burdett-Coutts perdeu três quintos de sua renda para sua irmã.

## Filantropia

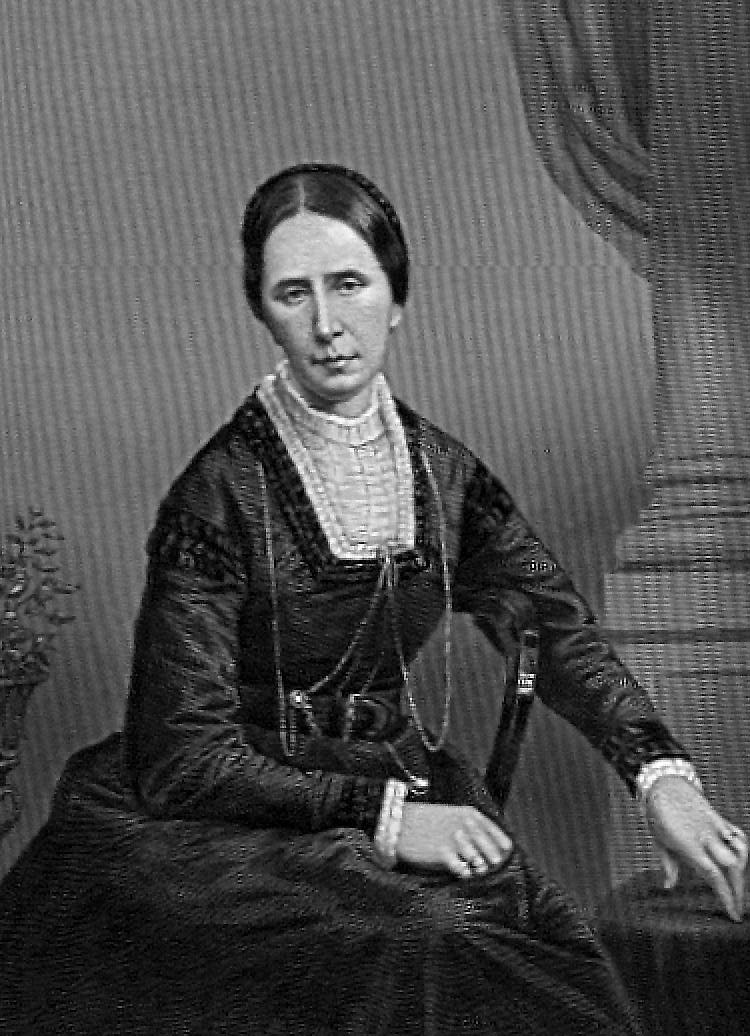
Angela Burdett-Coutts na idade adulta

Burdett-Coutts doou enormes somas de dinheiro para causas de caridade ao longo de sua vida. A gama de seus interesses era ampla. Ela foi uma importante patrona da Igreja da Inglaterra, fornecendo doações aos bispados da Cidade do Cabo e Adelaide e fundando o da Colúmbia Britânica. Também financiou a construção de inúmeras igrejas e escolas religiosas.

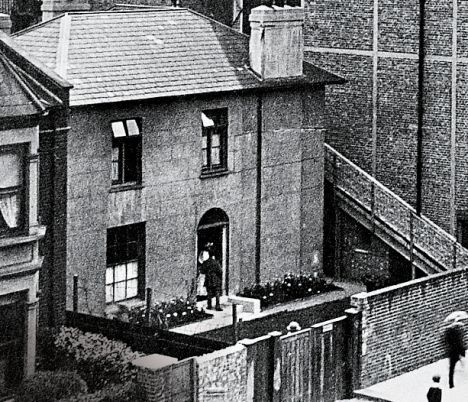
Urania Cottage, Floresta de Shepard

Para melhorar as condições dos pobres na Inglaterra, ela desenvolveu muitos programas. Em 1869, ela fundou o Columbia Fish Market em Bethnal Green para fornecer trabalho aos residentes locais. Este compromisso, que lhe custou £ 200.000, terminaria em fracasso. Ela também estabeleceu escolas de alfaiataria em Spitalfields quando a indústria da seda da região começou a declinar e colocou centenas de meninos pobres a bordo de navios de treinamento da Marinha Real e da Marinha Mercante.
Ela também apoiou programas de emigração para as colônias britânicas para os pobres e estava interessada em melhorar as condições deploráveis na Irlanda. Em 1880, ela distribuiu sementes a um custo de £250.000 aos meeiros irlandeses e também tentou promover a indústria pesqueira naquele país.
Com Charles Dickens fundou Urania Cottage, para “salvar” aquelas que na época eram chamadas de “mulheres perdidas”, ou seja, essencialmente prostitutas.
Em 1844, Charles Dickens dedicou-lhe Martin Chuzzlewit e a Rainha Vitória conferiu-lhe o título de Baronesa Burdett-Coutts em 1871, como recompensa pelas suas muitas ações filantrópicas.

## Morte

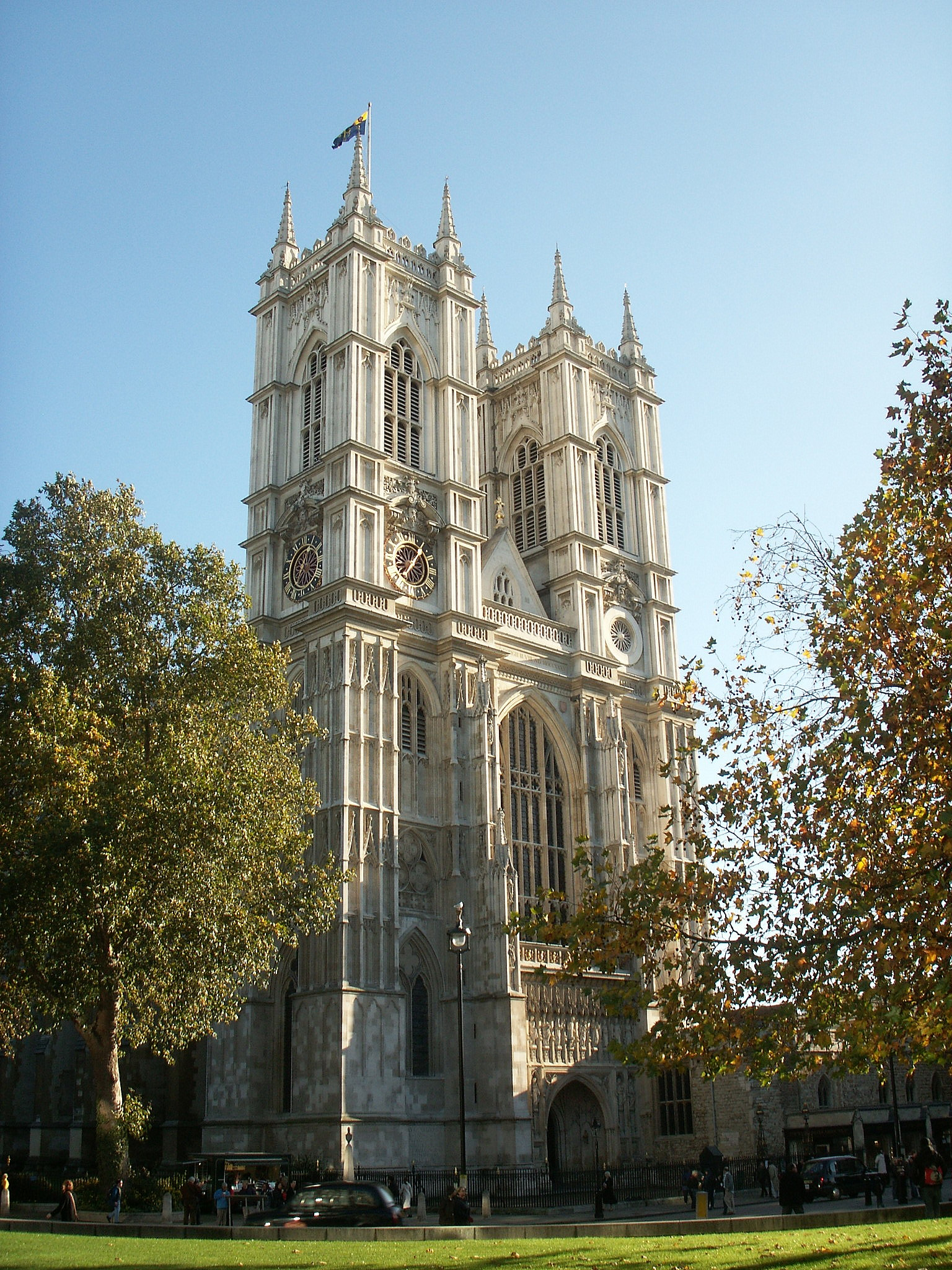
Abadia de Westminster, onde foi enterrada

Lady Burdett-Coutts morreu de bronquite aguda em sua casa na Stratton Street, Piccadilly. No momento de sua morte, ela havia doado mais de £ 3 milhões para boas causas. Quase 30.000 pessoas passaram por seu caixão antes de ela ser enterrada em 5 de janeiro de 1907, perto da Porta Oeste, no navio da Abadia de Westminster. Ela não deixou descendência e o baronato foi extinto com sua morte. Foram feitos preparativos para enterrar suas cinzas, mas no dia de seu funeral, a Abadia de Westminster recebeu inesperadamente seu corpo não cremado e foi forçada a enterrá-la de pé.
Um retrato dela está incluído no mural de mulheres heróicas de Walter P. Starmer, inaugurado em 1921 na igreja de St Jude-on-the-Hill no subúrbio de Hampstead Garden, Londres.

## Honrarias
Em 1871, em reconhecimento ao seu trabalho filantrópico, a Rainha Vitória conferiu-lhe o título suo jure de Baronesa Burdett-Coutts de Highgate e Brookfield, no condado de Middlesex.
Em 18 de julho de 1872 ela se tornou a primeira mulher a receber o prêmio de Liberdade da Cidade de Londres no Guildhall. Em 1874 ela se tornou a primeira mulher Freeman de Edimburgo, e também foi premiada com a Liberdade daquela cidade.

## Legado
O livro Flashman's Lady, de George MacDonald Fraser, faz referência ao amor (fictício) dela por James Brooke (O Rajah Branco), e sua rejeição a ela devido à sua aflição física. Ela também coloca um Flashman lascivo firmemente em seu lugar, deslocando seu polegar. Angela Burdett-Coutts também aparece no romance Dodger, de Terry Pratchett; em um posfácio, ele afirma que parte de sua razão para escrever o livro foi chamar a atenção dos leitores modernos para Burdett-Coutts. George Meredith escreveu um poema, 'Angela Burdett-Coutts', em sua memória.

## Ligações Externas
- Angela Georgina Burdett-Coutts
- Artículo sobre Angela Burdett-Coutts